# Spoorlijn Nyborg - Fredericia
De spoorlijn Nyborg - Fredericia (Deens: Den fynske hovedbane) is een spoorlijn tussen Nyborg  van het eiland Funen en Fredericia van het schiereiland Jutland in Denemarken.

## Geschiedenis
De lijn werd in 1865 geopend tussen Nyborg en Middelfart en in 1866 verlengd tot Strib waar een veerdienst was op Fredericia, in 1872 werd dit een spoorpont. Na gereedkomen van de Oude Kleine Beltbrug in 1935 was er een directe verbinding met Fredericia en werd het spoorveer opgeheven. Tegelijkertijd werden de oude stations van zowel Middelfart als Fredericia gesloten en vervangen door nieuwe.
De lijn werd in 1997 verbonden met de spoorlijn Kopenhagen - Korsør via de Storebæltforbindelsen op het eiland Seeland.

## Treindiensten

### DSB
De Danske Statsbaner (DSB) verzorgt het personenvervoer op dit traject met RE / RB treinen.

## Aansluitingen
In de volgende plaatsen is of was er een aansluiting op de volgende spoorlijnen:

### Nyborg
- Spoorlijn Kopenhagen - Korsør (Vestbanen)
- Spoorlijn Svendborg - Nyborg
- Spoorlijn Ringe - Nyborg

### Odense
- Spoorlijn Odense - Bogense
- Spoorlijn Odense - Faaborg
- Spoorlijn Odense - Martofte
- Spoorlijn Odense - Middelfart
- Spoorlijn Odense - Svendborg (Svendborgbanen)

### Tommerup
Een deel van de spoorlijn tussen Tommerup en Assens is ingericht voor toeristische railfietsen.
- Tommerup - Assens

### Middelfart
- Spoorlijn Odense - Middelfart

### Fredericia
- Fredericia - Århus
- Fredericia - Padborg (Den østjyske længdebane)

## Elektrische tractie
Het traject werd geëlektrificeerd met een spanning van 25.000 volt 50 Hz wisselstroom.